# Changan UNI-K
Changan UNI-K – samochód osobowy typu crossover klasy wyższej produkowany pod chińską marką Changan od 2020 roku.

## Historia i opis modelu

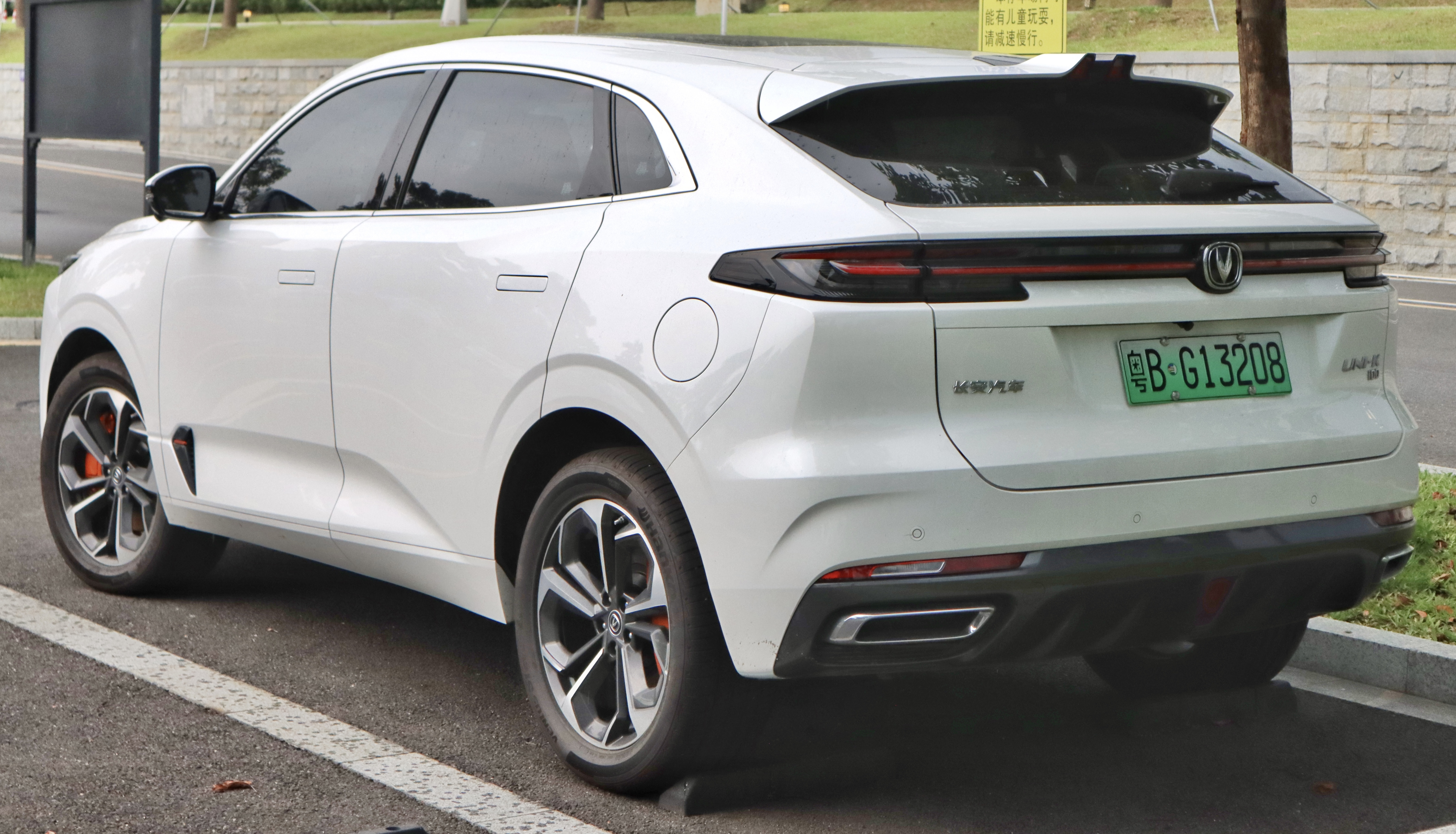
Changan UNI-K iDD - tył

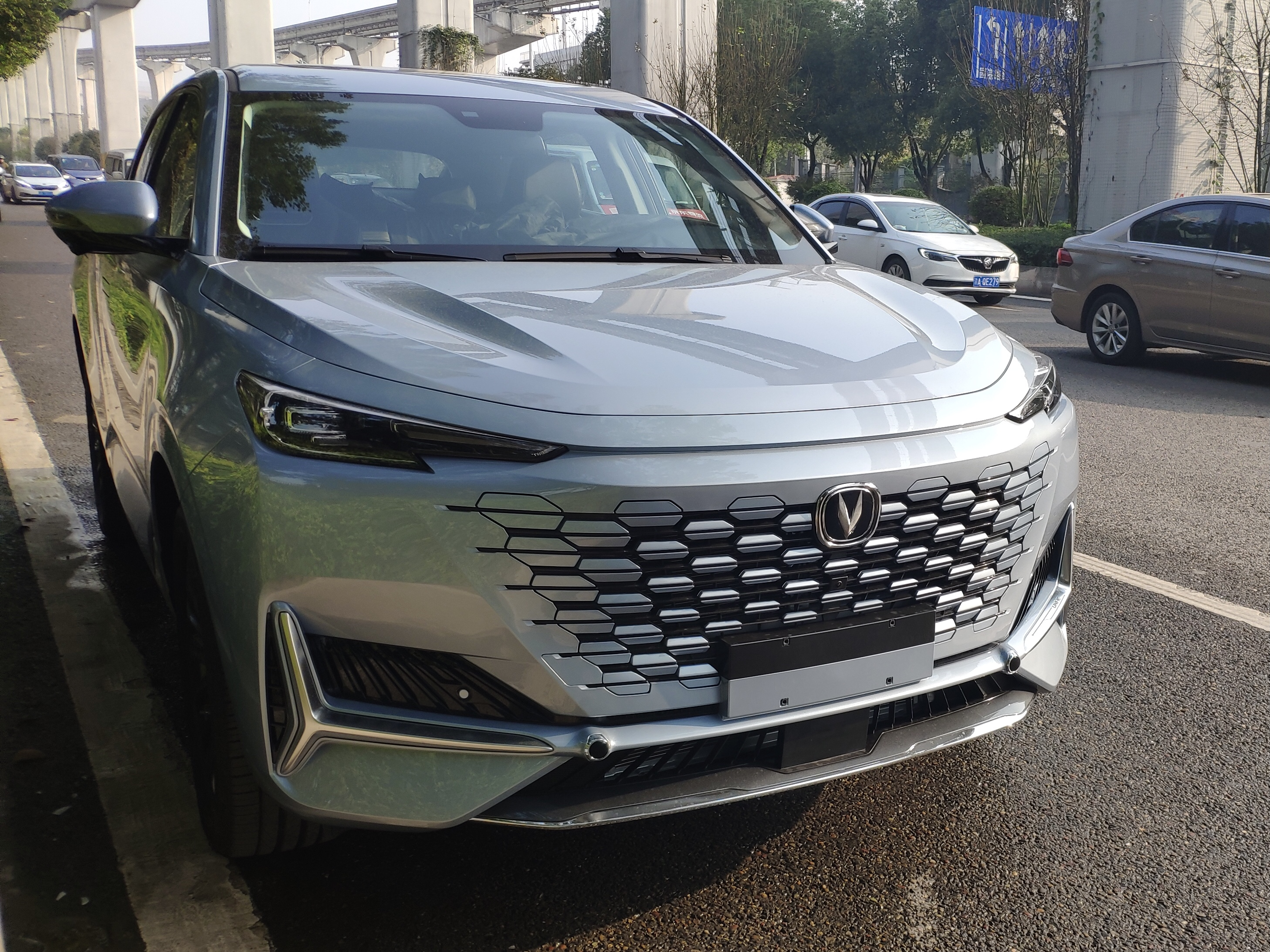
Changan UNI-K - pas przedni

Changan UNI-K, jako drugi model z nowej linii modelowej UNI po mniejszym UNI-T, przedstawiony został w listopadzie 2020 roku podczas wystawy samochodowej w chińskim Kantonie, Auto Guangzhou 2020. 
Samochód przyjął postać topowego crossovera w gamie, zyskując masywną sylwetkę z awangardową stylizacją. Typowo dla linii modelowej UNI, pojazd przozdobiła masywna, trapezoidalna atrapa chłodnicy w kolorze nadwozia, a także wysoko umieszczone, agresywnie stylizowane reflektory wykonane w technologii LED. Linię okien poprowadzono wysoko, a klamki schowane zostały w strukturze nadwozia.
Tylną część nadwozia zdominował wysoko umieszczony świetlisty pas biegnący przez całą szerokość nadwozia, z kolei standardowym rozwiązaniem stały się 21-calowe alufelgi.

### Sprzedaż
Podobnie jak mniejszy UNI-T, Changan UNI-K powstał z myślą o młodych nabywcach na obszarze rodzimych Chin. Sprzedaż pojazdu rozpoczęła się na wewnętrznym rynku w ostatnich dniach grudnia 2020 roku. Pod koniec 2021 roku zasięg rynkowy poszerzono także o Bliski Wschód i Chile, z kolei na początku 2023 roku UNI-K poszerzył gamę modelową Changana także w Rosji.

### Silnik
- R4 2.0l Turbo 229 KM